# Hans Raj Hans
Hans Raj Hans (n. 9 de abril de 1964 en Jalandhar) es un cantante indio, intérprete en idioma panyabí.

## Biografía
Hans nació en Balmiki, su familia es de Shafipur, un pueblo muy cerca de la aldea Gakhal Pind, en Yalandhar (estado de Panyab, India). Es el segundo hijo de Sam Sardar Singh Ji y Mata Ajit Kaur Ji (quienes actualmente residen en Middlesbrough, Reino Unido). Hans no tenía historia de la música en su familia, sin embargo, él comenzó a cantar a una edad temprana. Asistido a la universidad en Jalandhar. Comenzó su carrera tocando en festivales de juventud y se dio a conocer tras ganar concursos musicales en la universidad. Interpretando canciones en idioma panyabí. Hans tenía un amor incesante por la música sufí desde el principio. Fue uno de los cantantes de élite de los géneros musicales sufíes de la India, interpretando con su calidad voz y dicción única en el canto.

## Discografía

### Álbumes
- 2007 Hindu Harami Album (T-Series)
- 2003 Tera Ishq (Music Ticket)
- 2002 Ghama Di Raat
- 2001 Sab Ton Sohni (T-Series)
- 2001 Jhanjar
- 1999 Chorni (T-Series)
- 1997 Lal Garara
- 1994 Mohabbat
- 1993 Ishqe Di Barsaat
- 1992 Jhanjaria
- 1992 Aar Tutdi Naa Paar Tutdi
- 1991 Thah Karke
- 1990 Tera Mera Pyar
- 1990 Ashiqan Di Kahdi Zindagi
- 1990 Waris Punjab De (Music Bank)
- 1987 Ek Kuri Mainu Rajheon Fakir Kar Gai
- 1989 Balle Ni Rahe Rahe
- 1987 Ek Dang Hor Mar Ja

## Álbumes
- 2011 Ek Ishaara (T-Series)
- 2011 23rd Chapter Of Hans Raj Hans (Kamlee Records/Music Waves)
- 2008 Yaara O Yaara (MovieBox/Planet Recordz/Speed Records)

### Canciones en películashindihablantes
- 2011 Mausam - Ik Tu Hi Tu Hi (T-Series) - Pritam
- 2011 Patiala House - Tumba Tumba (T-Series) - Shankar Ehsaan Loy
- 2008 Black & White - Haq Allah - Sukhwinder Singh
- 2002 Bend It Like Beckham - Punjabiyaan Di Shaan - Bally Saggoo
- 2002 Shaheed 23rd March 1931 - Watanparaston Ki - Anand Raaj Anand
- 2001 Nayak - Saiyaan (T-Series) - A. R. Rahman
- 2001 Jodi No 1 - Akkh Lad Gayee - Anand Raaj Anand
- 2001 Monsoon Wedding - Aaja Nachle - Bally Saggoo
- 2000 Bichhoo - Dil Tote Tote - Anand Raaj Anand
- 1999 Kachche Dhaage - Khaali Dil Nahin Jaan Bhi Hai - Nusrat Fateh Ali Khan

### Religiosos
- 2011 Amrit Varga Paani (With Sardool Sikander) World Music
- 2009 Koi Aan Milavai (featuring Sant Anoop Singh (Una Sahib Wale) & Bhai Maninder Singh (Sri Nagar Wale))
- 2008 300 Saala Hazoor Sahib (T-Series)
- 2006 Bole So Nihaal (Duo Collaboration with Sardool Sikander)
- 2006 Sikhi Diyan Shaana
- 2004 Nikey Nikey Do Khalse (T-Series)
- 2003 Wadda Mera Govind
- 2000 Amritdhara
- 1997 Mera Bajaan Wala Maahi
- 1991 Patta Patta Singhan Da Vairi (T-Series)